# Équipe de France de rugby à XV au Tournoi des Cinq Nations 1998
L'équipe de France remporte le Tournoi des Cinq Nations 1998 en réussissant un Grand Chelem (quatre victoires en quatre matches). Il s'agit du sixième Grand Chelem réussi par l'équipe de France dans le Tournoi, succédant à celui remporté l’année précédente en 1997. L'équipe est conduite par son capitaine Raphaël Ibañez.
Philippe Bernat-Salles marque quatre essais au total, mais aucun contre le pays de Galles.
Christophe Lamaison est le meilleur réalisateur avec 39 points.
23 joueurs contribuent à ce succès, dont treize font le doublé 1997-1998 (en gras dans la liste ci-après).

## Les joueurs

### Première ligne
- Christian Califano
- Raphaël Ibañez, capitaine
- Franck Tournaire
- Cédric Soulette
- Marc Dal Maso.

### Deuxième ligne
- Olivier Brouzet
- Fabien Pelous
- Thierry Cléda.

### Troisième ligne
- Philippe Benetton
- Olivier Magne
- Thomas Lièvremont
- Marc Lièvremont.

### Demis de mêlée
- Philippe Carbonneau
- Fabien Galthié.

### Demis d’ouverture
- Thomas Castaignède
- David Aucagne.

### Trois-quarts centre
- Stéphane Glas
- Christophe Lamaison
- Jean-Marc Aué.

### Trois-quarts aile
- Christophe Dominici
- Philippe Bernat-Salles
- Xavier Garbajosa.

### Arrière
- Jean-Luc Sadourny.

## Résultats des matches
- Samedi 7 février 1998 : victoire 24 à 17 contre l'équipe d'Angleterre à Paris ;
- Samedi 21 février : victoire 51 à 16 contre l'équipe d'Écosse à Édimbourg :
- Samedi 7 mars : victoire 18 à 16 contre l'équipe d'Irlande à Paris :
- Dimanche 5 avril : victoire 51 à 0 contre l'équipe du pays de Galles à Wembley.

## Points marqués par les Français

### France - Angleterre
- Christophe Lamaison (8 points) : 1 transformation, 2 pénalités
- Christophe Dominici (5 points) : 1 essai
- Philippe Bernat-Salles (5 points) : 1 essai
- Jean-Luc Sadourny (3 points) : 1 drop
- Thomas Castaignède (3 points) : 1 drop

France (24 points) : 2 essais, 1 transformation, 2 pénalités, 2 drops.

### Écosse - France
- Thomas Castaignède (14 points): 3 transformations, 1 pénalité, 1 essai
- Philippe Bernat-Salles (10 points) : 2 essais
- Christophe Lamaison (7 points) : 1 pénalité, 2 transformations
- Marc Lièvremont (5 points) : 1 essai
- Philippe Carbonneau (5 points) : 1 essai
- Christian Califano (5 points) : 1 essai
- Olivier Brouzet (5 points) : 1 essai

France (51 points) : 7 essais, 5 transformations, 2 pénalités.

### France - Irlande
- Christophe Lamaison (8 points) : 1 transformation, 2 pénalités
- Raphael Ibanez (5 points) : 1 essai
- Philippe Bernat-Salles (5 points) : 1 essai

France (18 points) : 2 essais, 1 transformation, 2 pénalités.

### Pays de Galles - France
- Christophe Lamaison (16 points) : 5 transformations, 2 pénalités
- Xavier Garbajosa (10 points) : 2 essais
- Jean-Luc Sadourny (10 points) : 2 essais
- Fabien Galthié (5 points) : 1 essai
- Stéphane Glas (5 points) : 1 essai
- Thomas Lièvremont (5 points) : 1 essai.

France (51 points) : 7 essais, 5 transformations, 2 pénalités.